# Ionòfor

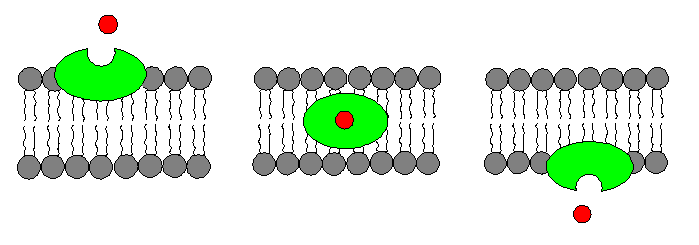
Carrier Ionophores

Un ionòfor és una molècula soluble en lípids, generalment sintetitzada pels microorganismes per al transport de ions a través de la bicapa lipídica de la membrana cel·lular. Hi ha dos tipus d'ionòfors:
1. Compost químic (ions mòbils transportadors) que s'uneixen a un ió particular,[1] blindant la seua càrrega del medi ambient circumdant i, per tant, facilitar el seu pas per l'interior hidròfob de la membrana lipídica.
2. formadors de canal,[2] que introdueixen un porus hidròfil en la membrana, que permetent els ions passen evitant el contacte amb la (hidròfoba) membrana interior.

## Mecanisme d'acció
Ionòfors pertorben gradient transmembranal de concentració de ions, que és necessari per al bon funcionament i la supervivència dels microorganismes, per tant té propietats antibiòtiques. Són produïts naturalment per una diversos microbis i actuen com una defensa contra els microbis competidors. Molts antibiòtics, en particular els antibiòtics macròlids, són ionòfors que exhibeixen altes afinitats per Na+ o K+. L'estructura de complexos d'antibiòtics de sodi i potassi han estat repetidament verificada per cristal·lografia de raigs X.
En la investigació de laboratori, ionòfors s'utilitzen per augmentar la permeabilitat de les membranes biològiques de certs ions. A més, alguns ionòfors són utilitzats com antibiòtics i / o en temes com el creixement o la millora dels additius per a pinsos per a animals com el bestiar.

## Llista de representants ionòfors biològics
Amb l'ió (s) que actuen sobre:
- A23187 (Ca2+)
- Beauvericina (Ca2+,Ba2+)
- Calcimycine (A23187)
- Enniatin (amoni)
- Gramicidina A (H+,Na+,K+)
- Ionomicina (Ca2+)
- Lasalocid
- Monensina (Na+,H+)
- Nigericina (K+,H+,Pb2+)
- Nonactina (ionòfor d'amoni I)
- Nistatina
- Salinomicina (K+)
- Valinomicina (ionòfor de potassi I)